# 都市経営研究科
都市経営研究科（としけいえいけんきゅうか、略称GSUM）とは、大阪公立大学大学院に設置されている研究科の一つ。
前身組織である大阪市立大学創造都市研究科の募集終了にともない、旧課程の創造都市研究科を基礎とした改組により、2018（平成30）年4月に修士課程から開設され、博士後期課程も2020年4月に開設された。
また、大阪市立大学と大阪府立大学の大学統合にともない、2022年4月より開学した大阪公立大学においても、引き続き梅田キャンパスと都市経営研究科は継続される。

## 概要
都市の活性化を担う人材を養成するため、都市の活性化と運営の課題を、経済・経営・政策・法／行政・地域研究の5分野から、複合的な研究を行う機関として設立された。
学部をもたず、高度専門職業人の養成に特化した国内でも有数の独立研究科（修士課程の1学年定員56名）である。
社会人を対象とした社会人大学院として設立・運営されており、講義は大阪駅前第2ビルにおいて行われ、夜間や土曜履修を主としたカリキュラムが組まれるなど、働きながら通えるように配慮されている。

## 理念
都市経営研究科は、設立にあたり下記のような理念を提唱している。
今後、都市における公共やビジネスの課題は、人口減少、高齢化、産業空洞化により、益々複雑・高度化するが、それらに対抗するためにはクリエイティブ（創造的）でスマートな（賢い）課題解決が必要となる。
それには、革新（イノベーション）と持続可能性（サスティナビリティ）が鍵になるとして、下記４点の課題解決にむけた４コースを設置している。
1. 高付加価値のまちづくり、都市・地域の再生、公民連携PPP（PFI等）や公共経営、公会計、文化政策等からみた、今後重要性の高い効果的な政策分析、地域再生手法を研究する必要性
2. 地方自治体の行政構造、合意形成のあり方、市民参加、人材育成、ガバメント（政府）からガバナンス（運営と統治）への考え方の転換、法や制度の設計、新しい公共としての市民団体や民間企業の活動方法を研究する必要性
3. 産業の空洞化に対抗するための新産業の振興、産業構造の高度化、特に、AIなどのICT技術の急速な進歩に対応し、都市を活性化する中小企業・ベンチャーの経営革新や起業により、都市型のビジネスをおこす研究の必要性
4. 高齢化社会の到来で、益々増大する医療・社会福祉・非営利サービス需要に、限られた財政下で対応するためにも、医療・福祉のより効率的で効果的な経営や倫理を研究する必要性

## 沿革
2018年4月　都市経営研究科修士課程が開校。「都市」をキーコンセプトとした人材養成を目指す。
2019年12月20日　大阪市戦略会議にて、大阪公立大学における梅田キャンパスと都市経営研究科の継続が決定される。
2020年4月　都市経営研究科博士後期課程が開校。

## 専攻

### 修士課程
- 都市政策・地域経済コース
- 都市行政コース
- 都市ビジネスコース
- 医療・福祉イノベーション経営コース

### 博士後期課程
修士課程の４コースに対応した４領域がある。
- 都市政策・地域経済領域
- 都市行政領域
- 都市ビジネス領域
- 医療・福祉イノベーション経営領域

## 施設
梅田サテライト
大阪駅前第２ビル６階に設置されている。

杉本キャンパス
経済研究所棟に都市経営研究科事務室等が所在する。

## 公式サイト
- 社会人大学院 大阪公立大学大学院都市経営研究科（新大学サイト）
- 社会人大学院 大阪市立大学大学院都市経営研究科
- 都市政策・地域経済コース
- 都市行政コース
- 都市ビジネスコース
- 医療・福祉イノベーション経営コース